# Vanikoro (zoologia)
Vanikoro Quoy & Gaimard, 1832 è un genere di molluschi gasteropodi della sottoclasse Caenogastropoda.

## Descrizione
Le specie di questo genere sono le più grandi della famiglia Vanikoridae. Hanno un guscio grande con pareti spesse, colore bianco, globoso a forma di spirale. Guglia ben sviluppata, con circa metà della dimensione della spirale del corpo. Scultura con ondulazioni oblique, assiali e fili a spirale stretti, uniformi, deboli, con 4-5 fili molto più deboli e molte strie microscopiche in mezzo. Apertura rotonda, ampia, fortemente opistoclina, labbra spesse. Ombelico molto stretto.
Testa larga, peduncolata, con muso piccolo e conico. Tentacoli molto grandi e appiattiti, la base stretta e spessa, situati ai lati del muso. Occhi molto piccoli, scuri, leggermente distanti dalla superficie. Nessuna concavità ghiandolare. Propodio situato tra la pianta del piede e la testa. Muscolo columellare molto spesso e corto.
Opercolo molto sottile, giallo, con bordi irregolari e scultura radiale. Occupa parzialmente l'apertura.
Radula tenioglossa. Denti rachidiani larghi, cuspide centrale appuntita, con molte paia di cuspidi secondarie, lunghe, piccole e molto sottili. Dente laterale circa 4 volte più largo del rachidiano e basso, Denti laterali esterni ed interni con circa la stessa lunghezza del dente laterale, ma alti e snelli; denti laterali ed entrambi marginali con serie di numerose cuspidi piccole, lunghe e sottili nella regione mediana dei bordi esterni.
Questi gasteropodi si trovano sia nelle acque tropicali che temperate. Le specie tropicali australiane sono moderatamente grandi, fino a circa 30 mm di altezza. Le specie tropicali vivono nella zona intertidale o nelle profondità della zona subtidale nascoste sotto rocce o coralli. Coppie di Vanikoro formate da una femmina e un maschio più piccolo, sono state trovate in rocce e massi di corallo che erano sepolti superficialmente nella sabbia, attaccate dalla parte posteriore a ventosa del piede. Una volta staccati, gli animali non si sono riattaccati se tenuti in una vasca con acqua di mare corrente per diversi giorni. Gli animali sembrano quindi essere piuttosto sedentari.

## Tassonomia

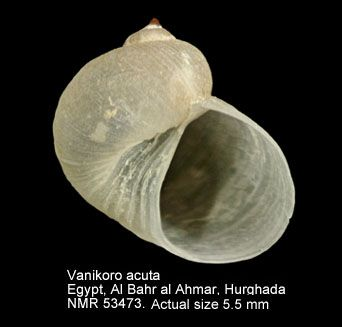
Vanikoro acuta (Collection Natural History Museum Rotterdam)

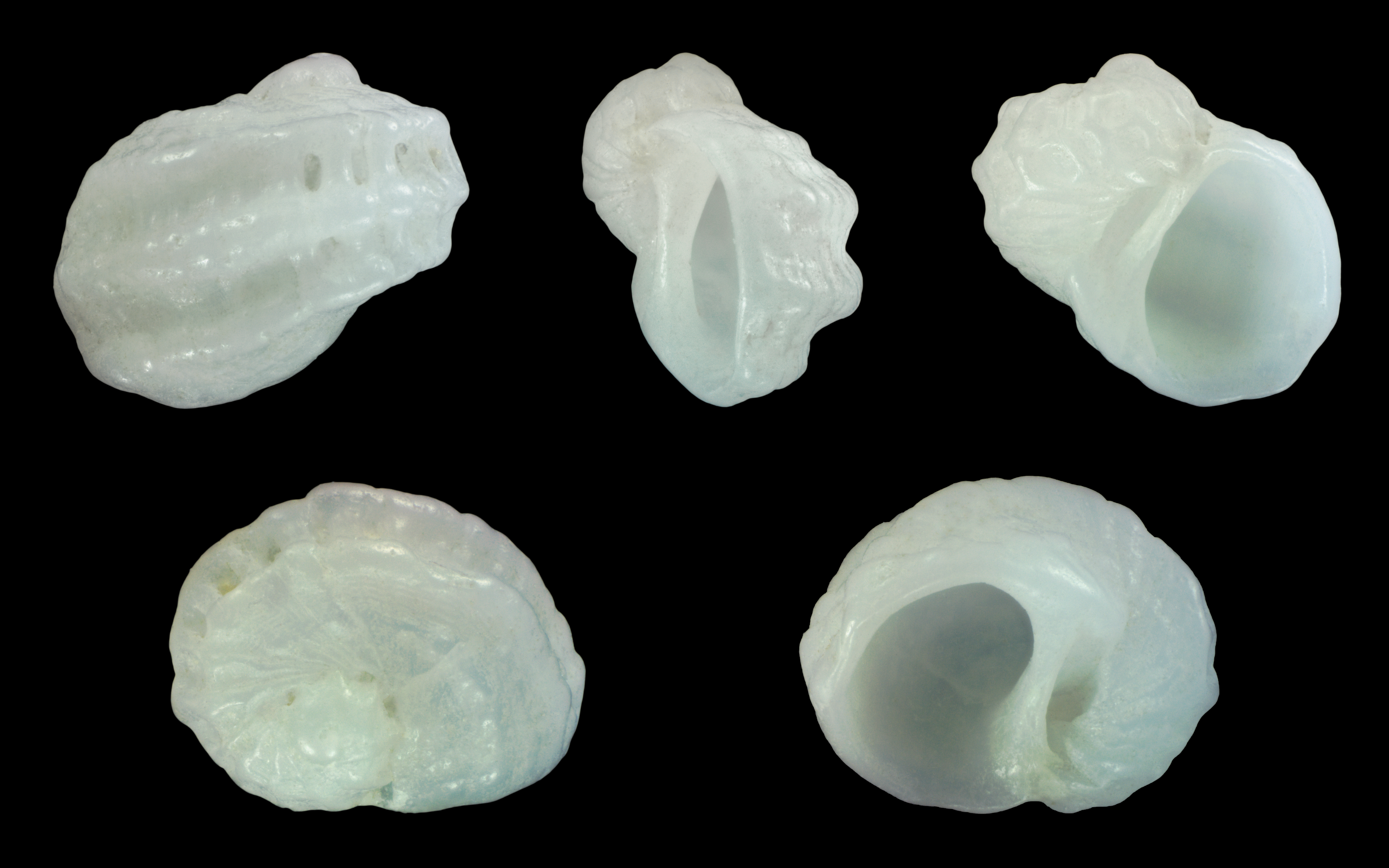
Vanikoro fenestrata (Hong Kong)

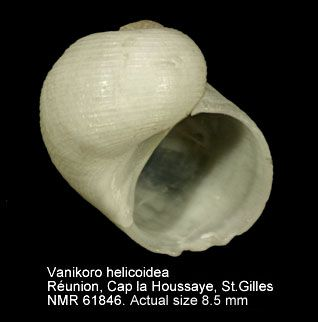
Vanikoro helicoidea (Réunion)

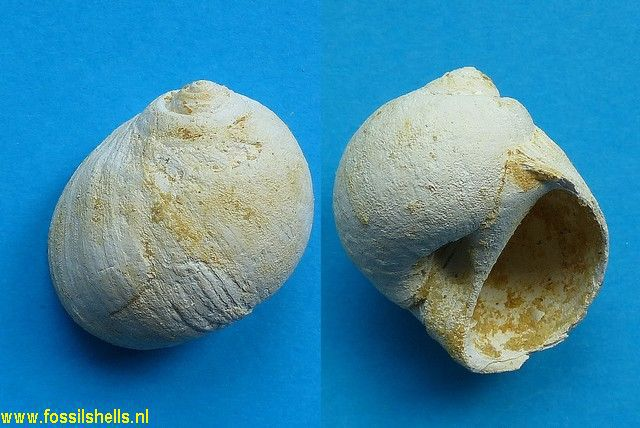
Vanikoro ligata, fossile, Bacino di Parigi

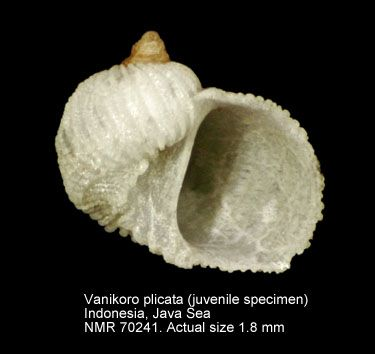
Vanikoro plicata, Mare di Java, Indonesia

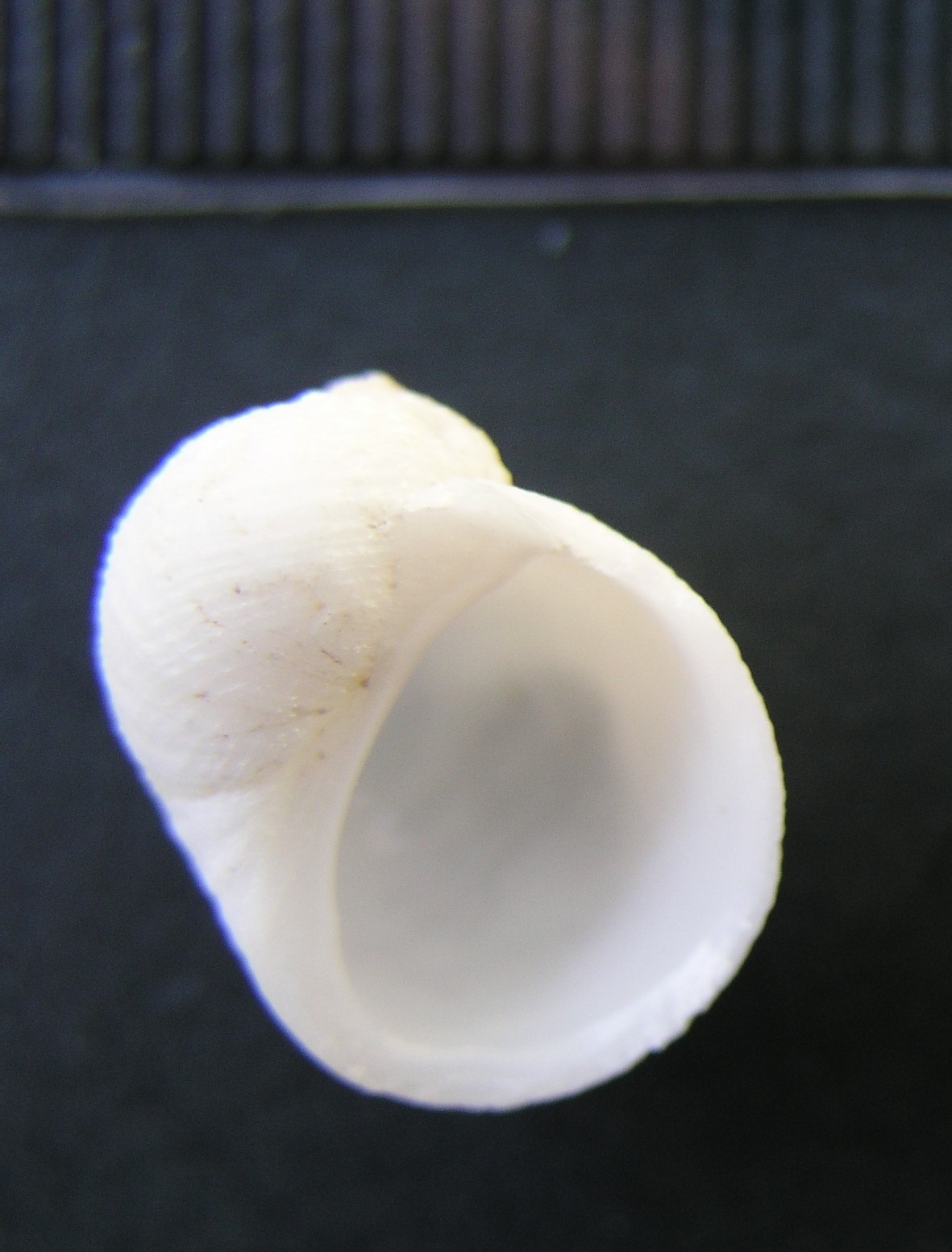
Vanikoro sigaretiformis, Solitary Islands, Australia

Secondo quanto riconosciuto dal WoRMS, il genere risulta composto da 37 specie di cui tre fossili:
- † Vanikoro accelerans (Marwick, 1928)
- Vanikoro acuta (Récluz, 1844)
- Vanikoro africana  Bartsch, 1915
- Vanikoro aperta (Carpenter, 1864)
- Vanikoro cancellata (Lamarck, 1822)
- Vanikoro clathrata (Récluz, 1845)
- Vanikoro cuvieriana (Récluz, 1845)
- Vanikoro delicata  (Pease, 1868)
- Vanikoro disparilis Deshayes, 1863
- Vanikoro distans  (Récluz, 1844)
- † Vanikoro dupliangulata (Laws, 1940)
- Vanikoro fenestrata  (A. Adams, 1863)
- Vanikoro foveolata Souverbie & Montrouzier, 1866
- Vanikoro gaimardi A. Adams, 1854
- Vanikoro galapagana Hertlein & Strong, 1951
- Vanikoro granifera  (Pease, 1869)
- Vanikoro granulosa Récluz, 1845
- Vanikoro gueriniana (Récluz, 1844)
- Vanikoro helicoidea (Le Guillou, 1842)
- Vanikoro kilburni Drivas, J. & M. Jay, 1989
- Vanikoro ligata (Récluz, 1843)
- Vanikoro mauritii (Récluz, 1845)
- Vanikoro natalensis E. A. Smith, 1908
- Vanikoro orbignyana (Récluz, 1844)
- Vanikoro oxychone Mörch, 1877
- Vanikoro parvula  (Bozzetti, 2019)
- Vanikoro plicata (Récluz, 1844)
- Vanikoro quoyiana A. Adams, 1854
- † Vanikoro rudoi  Lozouet, 1998
- Vanikoro satondae Bandel & Kowalke, 1997
- Vanikoro sigaretiformis (Potiez & Michaud, 1838)
- Vanikoro solida  G. B. Sowerby II, 1875
- Vanikoro striatus (d’Orbigny, 1842)
- Vanikoro sulcatus (d’Orbigny, 1842)
- Vanikoro tricarinata (Récluz, 1843)
- Vanikoro wallacei Iredale, 1912